# Professor Moriarty
Professor James Moriarty is een personage in de verhalen over detective Sherlock Holmes van Arthur Conan Doyle. Hoewel Moriarty slechts in twee van de Sherlock Holmes-verhalen verscheen, wordt hij over het algemeen beschouwd als de grootste tegenstander van Holmes. Ook wordt hij vaak gezien als het eerste voorbeeld van een superschurk. In vijf andere verhalen haalt Holmes herinneringen aan Moriarty op.
Moriarty wordt door Holmes zelf omschreven als de “Napoleon van de misdaad”.

## Rol in de verhalen
Moriarty maakt zijn debuut in het korte verhaal The Final Problem, gepubliceerd in het boek De memoires van Sherlock Holmes.
Moriarty wordt ook genoemd door Holmes in de verhalen The Empty House (dat een direct vervolg is op the Final Problem), The Norwood Builder, The Missing Three-Quarter, The Illustrious Client, en His Last Bow.
Moriarty doet als laatste mee in de roman De vallei der verschrikking, die zich chronologisch gezien afspeelt vóór The Final Problem.
De twee verhalen waarin Moriarty voorkomt worden beide verteld door Dr. Watson. Hij krijgt Moriarty zelf nooit goed te zien, maar vangt enkel even een glimp van hem op in The Final Problem. Watsons omschrijving van Moriarty’s uiterlijk is dan ook gebaseerd op wat Holmes hem naderhand heeft verteld.

### Biografie
Een interessante inconsequentie in het werk van Conan Doyle is dat Watson in De vallei der verschrikking op het noemen van Moriarty reageert alsof hij eerder van hem gehoord heeft, terwijl dit in The Final Problem niet het geval lijkt. In de later geschreven maar chronologisch eerder spelende roman noemt Watson Moriarty een crimineel, waarop Holmes Watson waarschuwt dat niet in het openbaar te doen: Moriarty is in de ogen van zowel de overheid als het grote publiek een brave hoogleraar in de wiskunde, zodat een dergelijke uitlating van Watson als smaad zou worden afgedaan. Moriarty is inderdaad een wiskundig genie en schreef al op zijn 21e een verhandeling over het binomium van Newton. Later behaalde hij een leerstoel aan een van de kleinere Britse universiteiten en schreef het werk The Dynamics of an Asteroid. Volgens Holmes is het feit dat hij ondanks zijn veelbelovende carrière het slechte pad op gegaan is te wijten aan criminele trekken in zijn familie. De combinatie van Moriarty's kwaadaardigheid en zijn hoge intelligentie maken hem een extreem geducht bendeleider, al gaf hij uiteindelijk zijn leerstoel op om de op gang komende geruchten voor te zijn.
In de roman De vallei der verschrikking is Moriarty van plan een moord te laten plegen, terwijl Sherlock Holmes Moriarty's agenten probeert tegen te houden. Holmes slaagt erin om informatie te weten te komen doordat een omgekochte handlanger van Moriarty hem aanwijzingen in code stuurt, tot de man uit angst niets meer durft prijs te geven. In een gesprek met inspecteur MacDonald geeft Holmes toe dat hij Moriarty nooit ontmoet heeft, maar wel een paar keer in zijn kantoor is geweest. Hoewel Holmes nog geen bewijzen tegen hem heeft gevonden, wijst hij MacDonald, die Moriarty gesproken heeft, op een schilderij van Jean-Baptiste Greuze in het kantoor: het is veel te veel waard om met het salaris van een hoogleraar gekocht te kunnen worden, wat impliceert dat Moriarty een enorm vermogen heeft, hetgeen hij waarschijnlijk verbergt door gebruik te maken van een hoop verschillende bankrekeningen. Holmes vergelijkt Moriarty met de 18e-eeuwse Jonathan Wild, die ook een dubbelleven leidde als crimineel. Moriarty en Holmes komen elkaar in het verhaal niet tegen, maar Moriarty stuurt Holmes wel een brief. Inspecteur MacDonald merkt op dat hij bij zijn ontmoeting met Moriarty diens gezicht nauwelijks heeft kunnen zien door de handige plaatsing van een lamp in het kantoor.
In the Final Problem staat Holmes op het punt om een fatale slag toe te brengen aan Moriarty’s criminele organisatie. Moriarty probeert daarom Holmes uit de weg te laten ruimen. Holmes is derhalve gedwongen Engeland te verlaten en naar het vasteland van Europa te vluchten. Moriarty kan ontsnappen wanneer zijn bende wordt ingerekend, en achtervolgt Holmes naar de Reichenbachwaterval. Daar vechten de twee het uit. Watson concludeert uit de sporen dat beide in het ravijn zijn gevallen. Conan Doyle schreef dit omdat het lezerspubliek meer verhalen over Sherlock Holmes wilde, terwijl hij zelf geen zin meer had om meer verhalen over Holmes te schrijven. Om Holmes op eervolle wijze ten onder te laten gaan creëerde Conan Doyle dus een ultieme tegenstander. Het was echter vergeefs en na enige tijd voelde Conan Doyle zich gedwongen nieuwe avonturen te bedenken. Hij schreef toen dat Holmes zijn dood slechts in scène had gezet.
De verhalen van Conan Doyle noemen twee verschillende broers van Moriarty, hoewel de informatie opnieuw tegenstrijdig is. In The Final Problem zegt Watson tegen de lezers het verhaal enkel bekend te maken omdat een zekere kolonel James Moriarty zich in recente publicaties verdedigend heeft uitgelaten over zijn broer, de professor. In The Adventure of the Empty House wordt Professor Moriarty echter zelf James Moriarty genoemd. In De Vallei der Verschrikking beweert Holmes dat Professor Moriarty's broer stationschef is. In dit werk wordt ook Moriarty's rechterhand, kolonel Sebastian Moran, door Holmes genoemd. Moran is Holmes' tegenstander in The Adventure of the Empty House".

## Rol in andere media
Daar Moriarty wordt gezien als Holmes’ aartsvijand, komt het personage in talloze films, toneelstukken en televisieseries over Holmes voor. Tevens hebben veel andere auteurs hem gebruikt als tegenstander voor Holmes in hun verhalen over de beroemde detective.
In de tv-serie Sherlock is de moderne versie van Moriarty opnieuw een extreem machtige en ongrijpbare misdadiger, zij het veel grilliger en labieler. Zoals Holmes "raadgevend detective" is, is Jim Moriarty een "raadgevend crimineel", die andere misdadigers helpt waar hij kan. In de eerste afleveringen blijft hij achter de schermen, al wordt duidelijk dat hij een sterke obsessie heeft voor Holmes en zijn geniale detectivewerk. Uiteindelijk blijkt dat Moriarty's obsessie te wijten is aan pure verveling. Op het einde van de eerste reeks afleveringen dwingt hij Sherlock een aantal misdaden op te lossen, waarbij hij middels gijzelaars met bom-vesten met Sherlock communiceert. Pas op het eind van de aflevering heeft Sherlock een openlijke ontmoeting met Moriarty, die hij al eerder ontmoet had zonder het te beseffen. Hoewel Moriarty Sherlock en John Watson wil laten doden, breekt hij de confrontatie eenvoudigweg af als hij een interessant telefoontje krijgt. Op het einde van seizoen 2 slaagt Moriarty erin via een journalist de indruk te wekken dat hij slechts een acteur is die door Sherlock werd betaald om voor Moriarty te spelen. Uiteindelijk geeft hij Sherlock opdracht om van een dak te springen omdat anders zijn vrienden gedood zullen worden. Als Holmes beseft dat Moriarty de executies van zijn vrienden kan stoppen schiet Holmes zichzelf ogenschijnlijk dood. In het volgend seizoen blijkt Sherlock zijn dood in scène te hebben gezet in samenwerking met Molly en Mycroft. Op het einde van het derde seizoen verschijnt Moriarty echter op alle tv-schermen in het land. Sherlock concludeert later dat Moriarty wel degelijk dood is, maar anderen zijn werk hebben voortgezet.
In de animatieserie Sherlock Hound, is Moriarty de meest voorkomende antagonist. Hij wordt altijd vergezeld door zijn twee handlangers, Todd en Smiley. Moriarty is in deze versie veel komischer en kinderachtiger dan in de originele boeken, wat niet zo raar is aangezien het een kinderserie is. De meeste misdaden die hij pleegt zijn diefstallen.
Verder komt het personage ook voor in films en televisieseries die niet direct zijn gebaseerd op de Sherlock Holmes-verhalen. Enkele voorbeelden hiervan zijn Star Trek: The Next Generation, de stripserie The League of Extraordinary Gentlemen en de gelijknamige film. In beide versies is Moriarty eigenlijk het hoofd van de Britse geheime dienst. In de strip wordt zijn fatale gevecht met Holmes in een flashback getoond, maar blijkt Moriarty zijn val overleefd te hebben. Zijn rol als Napoleon der misdaad was door de Britse overheid gecreëerd om de criminaliteit onder controle te houden en tegen 1898 is Moriarty opgeklommen tot hoofd van de geheime dienst met de codenaam M. Hier misbruikt hij zijn positie om een bende-oorlog met de "Devil Doctor" uit te vechten in Londen, maar komt om als de League dit verhindert, waarna Mycroft Holmes zijn positie als M overneemt.